# Marica Bodrožić

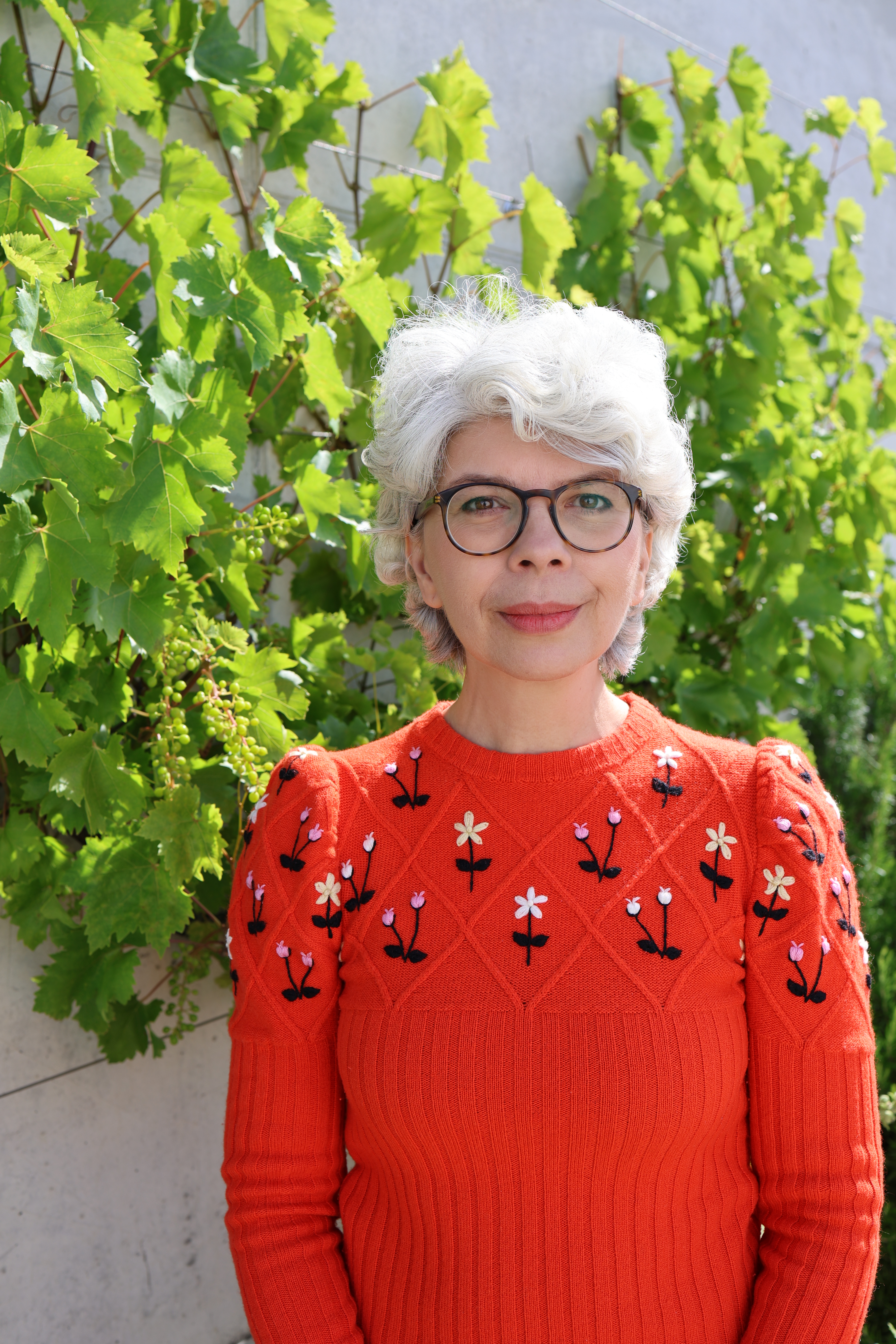
Marica Bodrožić (2024)

Marica Bodrožić (* 3. August 1973 in Zadvarje, Jugoslawien) ist eine deutsche Schriftstellerin. Sie ist für ihre poetische und tiefgründige Arbeit anerkannt. Bodrožićs Schreiben, das sich durch eine Verschmelzung von Lyrik und Prosa auszeichnet, behandelt Themen wie Erinnerung, Identität, und die menschliche Verbindung zur Natur; ihre Werke wurden in mehrere Sprachen übersetzt und durch zahlreiche Stipendien und Auszeichnungen gewürdigt.

## Leben
Bis zu ihrem zehnten Lebensjahr wurde Marica Bodrožić von ihrem Großvater in Svib in Dalmatien in der Nähe von Split und von anderen Verwandten in der Herzegowina aufgezogen. 1983 zog sie nach Hessen und besuchte dort die Schule in Sulzbach am Taunus. Ab diesem Zeitpunkt erlernte sie die deutsche Sprache. In ihrem mit dem Initiativpreis Deutsche Sprache ausgezeichneten autobiografischen Buch Sterne erben, Sterne färben schildert sie ihr poetisches und poetologisches Verhältnis zu ihrer, wie sie es nennt, zweiten Muttersprache, die auch die Sprache ihrer Literatur geworden ist. Sie ist mehrfach mit bedeutenden Auszeichnungen geehrt worden. Bodrožić arbeitet außerdem als Übersetzerin aus dem Englischen und dem Kroatischen. Sie hat Essays, Features und Kritiken u. a. über Nazim Hikmet, Anne Sexton, Robinson Jeffers, Dubravka Ugrešić, Danilo Kiš, Joseph Brodsky, Marina Zwetajewa und über Zweisprachigkeit beispielsweise bei Elias Canetti und Vladimir Nabokov geschrieben. Als Gastprofessorin lehrte sie u. a. am Dartmouth College in den USA Deutsche Lyrik des 20. Jahrhunderts und Gegenwartslyrik. Sie gibt auch regelmäßig an Schulen und Universitäten oder im Auftrag des Goethe-Instituts Creative Writing Kurse. Ihre Bücher wurden bisher in dreizehn Sprachen übersetzt.
2007 wurde ihr erster Dokumentarfilm, den sie zusammen mit der Literaturkritikerin und Filmemacherin Katja Gasser gedreht hat, von 3sat ausgestrahlt (Das Herzgemälde der Erinnerung. Eine Reise durch mein Kroatien). Sie schrieb dafür das Drehbuch und war Co-Regisseurin.
In Frankfurt am Main machte sie eine Ausbildung zur Buchhändlerin und studierte Kulturanthropologie, Psychoanalyse und Slawistik. Sie ist Unterzeichnerin der 2017 veröffentlichten Deklaration zur gemeinsamen Sprache der Kroaten, Serben, Bosniaken und Montenegriner.
Marica Bodrožić lebt nach Stationen in Paris und Zürich heute als freie Schriftstellerin in Berlin.

## Themen, Form und Rezeption
Ihre frühen Erzählungen und Gedichte widmen sich der poetischen Ausschöpfung von Gedächtnis und Erinnerung; meist sind diese literarischen Arbeiten im Hinterland von Dalmatien (manchmal auch in der Herzegowina, wo sie Teile ihrer frühen Kindheit verbrachte) situiert, in der sich das Mittelmeer, der Karst und die Gnadenlosigkeit des Wetters, der Natur überhaupt im Leben und in den Schicksalen der Menschen spiegeln. Immer wieder sind es Suchende, Umherreisende, Verlorene, derer sie sich annimmt und die sie sprachlich, den einfachen Menschen ein Denkmal setzend, evoziert, ja regelrecht besingt. Die Sprache selbst wird bei Marica Bodrožić dabei zur Protagonistin. Ihre Prosa ist immer lyrisch durchsetzt, die Lyrik stellenweise erzählerisch verortet. In den neueren, vor allem lyrischen Arbeiten der Autorin nehmen Themen wie Mystik (vgl.auch unten Mechthild von Magdeburg), Transzendenz, Erotik, Weiblichkeit und Liebe einen größeren Raum als bisher ein.
Für ihre Lyrik wurde ihr höchstes Lob von Walter Hinck in der FAZ ausgesprochen, der ihr schon für ihren ersten Gedichtband Frische und Eigensinn im gleichen Maße bescheinigte: „Na also: Marica Bodrožić frischt die deutsche Lyrik auf. Mit welcher Energie diese Autorin die deutsche Sprache aufzuladen vermag, wird dort deutlich, wo das Poetische zu sich selbst kommt: in ihren Gedichten. Solche Auffrischung kann der deutschen Lyrik nur guttun.“
Auch in der NZZ wird ihr Anerkennung gezollt, wenn es etwa heißt: „Bodrožić entwirft dichte und berückende Assoziationswelten, scheinbar Disparates wird im Hand- und Satzumdrehen eingeschmolzen in komplexe Bilder. In wenigen Sätzen gelangt Marica Bodrožić von beiläufigen und immer sehr präzisen Beobachtungen in die Tiefen der Geschichte, etwa in die Balkankriege, oder in die Höhen einer erotischen Begegnung, offen für den Einfall der Wörter, von denen sie sich gerne in vielstimmige Selbstgespräche verwickeln lässt.“
Der poetische Bilderreichtum von Bodrožićs Sprache gilt vor allem in ihrem zweiten Erzählungsband Der Windsammler als ein besonderes Herausstellungsmerkmal. Allerdings ist sie hier nicht davor gefeit, das gelegentlich zu übertreiben, so dass ihre Erzählungen eine „Überdosis Poesie“ verströmen. Ihr Roman Das Gedächtnis der Libellen widmet sich ganz dem Konkreten, Orte, Figuren und Namen sind nicht mehr im Imaginären, sondern im politisch Greifbaren verortet. In ihrer Prosa-Trilogie Das Gedächtnis der Libellen (2010), Kirschholz und alte Gefühle (2012) sowie Das Wasser unserer Träume (2016) gelingt es der Autorin, ein Figurenensemble zyklisch zu entwerfen: die Physikerin Nadeshda, die Ich-Erzählerin des ersten Romans, auf dem Weg von Berlin nach Amsterdam zu Ilja, verheirateter jüdischer Romancier, mit dem sie den Sohn Ezra hat; Arjeta in Berlin, ehemals Philosophiestudentin in Paris, die Ich-Erzählerin des zweiten Romans im Zeitrhythmus einer Woche, gleich alt wie die Autorin; Ilja, namenloser Ich-Erzähler des dritten Romans, der vier Jahreszeiten lang das Erwachen aus dem Koma übt, im fiktiven Ansprechen der Menschen, die ihm wichtig sind, wie Nadeshda und Arjeta. Dabei werden die Auferstehungsmetaphern der russischen Romane Tolstois (Seelenreinigung) und Dostojewskis (allmähliche Erneuerung eines Menschen in der Liebe) in großartigen Bildern aus medizinisch-seismographischen Strukturen heraus in nie gesehene und gehörte Bedeutungsräume des Inneren (Herzraum) weiterentwickelt: In dieser poetischen und poetologischen Lösung des philosophischen Leib-Seele-Problems wird in der Leib-Meditation das Ich zum sich selbst aus seiner inneren Gefangenheit erlösenden Erzähler, sich jahreszeitlich wachsend steigernd in schwarzweißen Schattenabstufungen („Zahlen- und Zeitknoten“, „Lichtwirbel“, Winter), in visionären Farbexplosionen (innere Farblandschaften, Blutkristalle, Frühling), im Hören auf Lungenlärm wie Vogelsprache (Sommer), im Kommunizieren als Lesen und Schreiben dieser Reise zu sich selbst und Neuanfangen als Lebensform (im Sinne Hannah Arendts). Der seiner alten Akten und Daten entledigte Mann fragt sich: „Was für ein Mensch bin ich gewesen? Auch ein so politisch korrekter Rationalist? Ein Mensch, der nichts einem anderen Menschen geben konnte, der für alles eine Erklärung hatte und gerade deshalb gefährdet war. Gefährdet vom Soll her. Von mangelnder Fähigkeit etwas zu geben, das man nicht anfassen kann.“ Der Ich-Erzähler wird zum Poeten und mit ihm der/die Lesende um eine existentielle Erfahrung für sich und für seinen/ihren Blick auf Andere bereichert. Auf diesen werkgeschichtlich zentralen Roman hinführend können die Essays der Autorin vorher und nachher gelesen werden.
In der Stiftung Lyrik Kabinett München hielt die Autorin eine Veranstaltung in der Reihe Zwiesprachen und wählte dafür Mechthild von Magdeburg aus (4. Dezember 2017). Die Begründung der Autorin lautet: „Durch die dichterisch festgehaltene Erfahrung dieses mystischen Paradoxons ['Fließendes Licht'] gebührt Mechthild der Platz einer der ersten in deutscher Sprache schreibenden Frauen: eine Philosophin der verdichteten Zeit“.
Ihr Buch Mystische Fauna (2023) ist ein tiefgründiges und poetisches Werk, das die Verbindung zwischen Mensch und Tier sowie die Auswirkungen von Gewalt in den Fokus rückt. Bodrožić verwendet ihre eigenen Kindheitserinnerungen auf einem Bauernhof und die Beobachtung von Tieren, um universelle Fragen über das Wesen und die Beziehungen zwischen verschiedenen Lebensformen zu erforschen. Ihre Erfahrungen auf der Insel La Gomera, wo sie intensiv mit einem Hund und der Erinnerung an die Brutalität ihres Großvaters gegenüber Tieren konfrontiert wird, tragen zur Tiefe des Buches bei. Der mystische Aspekt des Buches spiegelt sich in der Art und Weise wider, wie die Autorin über das Verweben aller Lebewesen und deren tiefe, oft unausgesprochene Verbindungen nachdenkt. Mystische Fauna ist nicht nur eine Geschichte der Selbstheilung, sondern auch ein Aufruf, die verborgenen Verbindungen zwischen allem Lebendigen zu erkennen und zu würdigen.
Poetologische Zitate:

„Poetische Zündungen bringen nicht nur Gedichte hervor, sondern auch anders denkende, anders atmende Menschen.“

„'Gedanken sind Handlungen.' Nietzsches Satz ist unsere Realität geworden. Zum Denken kommen wir nur in uns selbst, keine Partei, keine Organisation, keine Nation kann es uns abnehmen. Zugleich müssen wir lernen, zuerst zu betrachten und dann zu handeln, im Sinne Hannah Arendts: Letztlich bekommt derjenige das Wesentliche mit, der zuschaut. Unser Kampf muss geistig sein. Seine Waffe ist unser Mitgefühl, unser Bewusstsein. Nirgends wird es besser geschult als an der Literatur.“

In ihrer Begründung zur Zusprache des Walter-Hasenclever-Literaturpreises der Stadt Aachen für 2020 erläuterte die Jury am 27. Januar 2020 abschließend die Besonderheit dieses Werkes, in der sie feststellte: 

„Marica Bodrožić ist eine erfahrene, anerkannte Autorin, die sich auf einem geistigen Weg und stets als Europäerin sieht: 'Der Europäer ist ein Mensch mit Erinnerungen', stellt sie fest, von der Herkunft zu einer Ankunft in der Zukunft. Diese Hoffnungsperspektive verortet die Autorin in einem Rückbezug auf eine Poetik der 'verknüpften Sinne', die gleichzeitig eine 'poetische Vernunft' umfasst. Damit nimmt sie Bezug auf Gedanken der Romantik und des Expressionismus, in denen ihr der Appell 'Komm! ins Offene, Freund!' Anspruch und Ansporn zu Verbindungen von Dichten und Denken bedeutet. Mit Hannah Arendt erkennt sie in diesen Worten Friedrich Hölderlins die 'Freiheit, aufzubrechen, wohin man will'. Ihr 'Lebenslauf' und ihre Werkbiographie bezeugen dies.“

## Werke (Auswahl)
- Tito ist tot, Erzählungen, Suhrkamp, Frankfurt/Main 2002, ISBN 3-518-41308-2, Taschenbuch btb-Verlag (2013) ISBN 978-3-442-74350-6.
- Der Spieler der inneren Stunde, Roman, Suhrkamp, Frankfurt/Main 2005, ISBN 3-518-41665-0.
- Ein Kolibri kam unverwandelt, Gedichte, Otto Müller Verlag, Salzburg/Wien 2007, ISBN 978-3-7013-1126-2.
- Sterne erben, Sterne färben. Meine Ankunft in Wörtern, Suhrkamp, Frankfurt 2007, ISBN 978-3-518-12506-9, btb Verlag (12. September 2016) ISBN 978-3-442-71381-3.
- Der Windsammler, Erzählungen, Suhrkamp Verlag, Frankfurt/Main 2007, ISBN 978-3-518-41914-4, Taschenbuch btb Verlag (9. April 2012) ISBN 978-3-442-74387-2.
- Lichtorgeln, Gedichte. [Prosa-Gedichte] Otto Müller Verlag, Salzburg/Wien 2008, ISBN 978-3-7013-1155-2.
- Das Gedächtnis der Libellen, Roman. Luchterhand Literaturverlag, München 2010, ISBN 978-3-630-87334-3, Taschenbuch btb-verlag (2012) ISBN 978-3 4427-4387-2.
- Quittenstunden, Gedichte. [Prosa-Gedichte], Otto Müller Verlag, Salzburg / Wien, 2011, ISBN 978-3-7013-1181-1.
- Kirschholz und alte Gefühle. Roman. Luchterhand, München 2012, ISBN 978-3-630-87395-4, Taschenbuch btb Verlag (8. September 2014), ISBN 978-3-442-74752-8.
- Mein weißer Frieden. Luchterhand, München 2014, ISBN 978-3-630-87394-7.
- Das Auge hinter dem Auge. Betrachtungen. Otto Müller Verlag, Salzburg 2015, ISBN 978-3-7013-1235-1
- Das Wasser unserer Träume. Roman. Luchterhand, München, 2016, ISBN 978-3-630-87396-1.[10]
- >> Die Wahrheit kann niemand verbrennen << Über die Blickrichtung der Liebe bei Mechthild von Magdeburg. Reihe Zwiesprachen der Lyrik Kabinett. Wunderhorn, Heidelberg 2018. ISBN 978-3-88423-581-2
- Poetische Vernunft im Zeitalter gusseiserner Begriffe. Essays. Matthes & Seitz, Berlin 2019, ISBN 978-3-95757-727-6[11]
- Pantherzeit. Vom Innenmaß der Dinge, Otto Müller, Salzburg-Wien Februar 2021, ISBN 978-3-7013-1287-0.
- Die Arbeit der Vögel. Seelenstenogramme, Luchterhand, München 2022, ISBN 978-3-630-87594-1.
- Mystische Fauna. Von der Liebe der Tiere, Matthes & Seitz, 2023.
- Die Rebellion der Liebenden. Von der Verwandlung unseres Denkens in unsicheren Zeiten. btb Verlag, München 2024.

Literaturkritische Arbeiten
- Der Wunderlehrling, in: Mit Lessing ins Gespräch, Hg. Heinz Ludwig Arnold, Wallstein: Göttingen 2004, S. 50–58.
- Eine mitteleuropäische Frau. In der Tradition der istrischen Grenzkultur erlebt Marisa Madieri die Existenz als Kontinuität, in: Frankfurter Rundschau vom 26. Januar 2005[12]
- Ein Brief an Europa. Mitgefühl als Waffe. Europa muss für Menschlichkeit einstehen und seine Grenzen weiten. Die Poesie kann dabei helfen (anlässlich der Europa-Debatte zur Verleihung des Literaturpreises der Europäischen Union während der Frankfurter Buchmesse)
- 11.9. – 911. Bilder des neuen Jahrhunderts. zusammen mit Dagmar Leupold und Kerstin Hensel, in: Göttinger Sudelblätter (hg. von Heinz Ludwig Arnold), ISBN 978-3-89244-621-7 (2002)
- Die Träne verschläft ihre Sehnsucht zu fließen. Über Nelly Sachs,[13][14]
- Rezension zu Ha Jin, Der ausgewanderte Autor. Über die Suche nach der eigenen Sprache, Arche Verlag 2014
- Die Brücke zum Gestern ist gesprengt. Die Toten reden mit und trotzen der Zeit: Pia Tafdrups Gedichte beschreiben die Demenz ihres Vaters als Verlusttabelle der Erinnerung; Rezension zu Pia Tafdrup: Tarkowskis Pferde. Gedichte. Aus dem Dänischen und mit einer Nachbemerkung von Peter Urban-Halle, Stiftung Lyrik Kabinett, München 2017, FAZ vom 2. Januar 2018, Nr. 21, S. 10
- Geboren, um zu sprechen. Das Deutsche ist die Sprache meiner größeren Denkfreiheit, ein Ort, an dem mein Geist seinen Anker ausgeworfen hat, FAZ vom 26. Februar 2018, Nr. 48, S. 12
- Das Gedächtnis gehört den Verletzlichen. Ein Roman von 1962, der 2019 erstmals auf Deutsch erschien: Psalm 44 von Danilo Kis. Aus dem Serbokroatischen von Katharina Wolf-Grieshaber, München: Hanser 2019. Es ist ganz wunderbar, dass der Verlag diese Ursprungssprache so benannt hat, FAZ vom 12. Oktober 2019, Nr. 237, S. 10 (mit dem wichtigen Hannah Arendt-Zitat Wir können etwas beginnen, weil wir Anfänge und Anfänger sind. zur Rückkehr europäischer Juden)
- Ein Koffer auf Raten. Else Lasker-Schüler behielt ihre poetische Kraft im Exil – auch dank der Hilfe zweier Schweizer: Gedichtbuch für Hugo May (Rezension zur Faksimile-Edition von Andreas Kilcher und Karl Jürgen Skrodzki, Göttingen: Wallstein Verlag 2019), FAZ vom 2. Mai 2019, Nr. 101, S. 10
- Das Atemsemikolon zwischen Singen und Lauschen. So sein, wie der Zeitgeist es nicht will, und damit der Schönheit den Weg bereiten: Neue Gedichte des slowenischen Schriftstellers Ales Steger (Rezension zu Ales Steger: Über dem Himmel unter der Erde. Gedichte. Aus dem Slowenischen und mit einem Nachwort von Matthias Göritz. Edition Lyrik Kabinett im Hanser Verlag, München 2019), FAZ vom 4. April 2019, Nr. 80, S. 12

Medienauftritte
- In unnütz toller Wut. Wie Gefühle Politik und Alltag beherrschen[15]
- Das Herz schreibt noch immer Radiogramme, Lesung auf NDR Kultur vom Samstag, den 4. Januar 2020[16]
- Ich will in das Grenzenlose in mir zurück. Else Lasker-Schüler und der Aufbruch in der Literatur um 1900. Work in progress für das Literatur- und Musikfestival Wege durch das Land und NDR Kultur 2019[17], vgl. Das erste Mal. Ein Aufbruch ist ein Umbruch im Geiste, in der Reihe NDR Kultur „Am Morgen vorgelesen“, Samstag, den 15. Juli 2019, 8.30-9.00 Uhr („In diesem neuen Text spielt sie wieder mit den Obertönen der Sprache: dem Klagen, dem Bitten, dem Sehnen und dem Träumen, immer tief verwurzelt in der Erde selbst gesammelter Erfahrungen“)
- Der Europäer ist ein Mensch mit Erinnerungen, in: Stimmen für Europa, Sendung im Deutschlandfunk Kultur vom 22. Mai 2019[18]
- Wir brauchen mehr Träumer! Gedanken zu Trump – , Folge 7 in NDR Kultur 22. März 2017[19]
- Das Tanzen Primzahlen am Aurajoki, Blog des Goethe-Instituts vom 4. Oktober 2016[20]

## Übersetzungen (Auswahl)
- È morto Tito, Italienische Übersetzung des Buches Tito ist tot. Aus dem Deutschen von Guisi Drago, erschienen bei Zandonai Editore, Rovereto, 2010
- Tito is dead. Englische Übersetzung der Erzählungen Tito ist tot von Mary K. Bryant, in: Dies., Dancing to the music. The exophonic texts of Marica Bodroz̆ić in translation. Magisterarbeit. University of Iowa, IA/USA, 2009.
- Tisina, rastanak. Kroatische Übersetzung von Der Spieler der inneren Stunde, Roman. Aus dem Deutschen von Latica Bilopavlovic, erschienen bei Fraktura, Zagreb, 2008
- Tito je mrtav. Kroatische Übersetzung des Buches Tito ist tot. Aus dem Deutschen von Latica Bilopavlovic, erschienen bei Fraktura, Zagreb, 2004
- Tito est mort. Französische Übersetzung des Buches Tito ist tot. Aus dem Deutschen von Colette Kowalski, erschienen bei Éditions de l’Olivier, Paris[21]

## Stipendien / Auszeichnungen
- 2001: Hermann-Lenz-Stipendium (verliehen von Peter Hamm, Michael Krüger und Peter Handke)[22]
- 2002: Förderpreis (Prize for a Emerging Artist) zum Heimito von Doderer-Literaturpreis für Tito ist tot
- 2003: Förderpreis zum Adelbert-von-Chamisso-Preis
- 2004: Grenzgängerstipendium der Robert Bosch Stiftung für Der Windsammler[23]
- 2004: Stadtschreiberin in Bordeaux
- 2005: Förderpreis zum Adalbert-Stifter-Preis[24]
- 2006: Jahresstipendium des Deutschen Literaturfonds
- 2007: Förderungspreis Literatur des Kunstpreises Berlin der Akademie der Künste (Berlin)
- 2007: Stipendium Künstlerhaus Edenkoben
- 2008: Initiativpreis Deutsche Sprache (mit der Dankesrede Jede Sprache hat ihren eigenen Verstand[25])
- 2008: Stadtschreiberin in Nowosibirsk
- 2009: Bruno-Heck-Wissenschaftspreis, Sonderpreis für hervorragende Nachwuchskünstler[26]
- 2011: Liechtenstein-Literaturpreis für die Sparte Lyrik
- 2011: Gastprofessur am Dartmouth College, USA
- 2013: Preis der LiteraTour Nord (Laudatio von Meike Fessmann Flirrende Fäden)[27]
- 2013: Kranichsteiner Literaturpreis[28]
- 2013: Literaturpreis der Europäischen Union für Kirschholz und alte Gefühle
- 2014: Poetikdozentur der Hochschule Rhein-Main Wiesbaden (Das Auge hinter dem Auge, s. o.)
- 2014: Writer in Residence in Brüssel
- 2015: Literaturpreis der Konrad-Adenauer-Stiftung (Laudatio von Rüdiger Görner, s. o.)[29][30]
- 2016: Stadtschreiberin Turku, Finnland
- 2017: Preis der Ricarda Huch Poetikdozentur für Gender in der literarischen Welt der Stadt Braunschweig
- Wintersemester 2017 / 2018 Gastprofessur am Deutschen Literaturinstitut Leipzig
- 2020: Walter-Hasenclever-Literaturpreis[31]
- 2021: Manès-Sperber-Preis für das Gesamtwerk[32]
- 2022: Chamisso-Poetikdozentur der Sächsischen Akademie der Künste[33]
- 2022 Poetikdozentur Technische Hochschule Köln, Verletzlichkeit, Gnade und Wildheit[34]
- 2023: Irmtraud-Morgner-Literaturpreis[35]
- 2025: Mitglied der Akademie der Wissenschaften und der Literatur[36]